# كينا جيمس
كينا جيمس (بالإنجليزية: Kenna James)‏ هو لاعب بوكر أمريكي، ولد في 18 ديسمبر 1963 في شيكاغو في الولايات المتحدة.

## وصلات خارجية
- كينا جيمس على موقع IMDb (الإنجليزية)
- كينا جيمس على موقع قاعدة بيانات الفيلم (الإنجليزية)